# Ptolemaida de Cirene
Ptolemaida de Cirene (en grec antic: Πτολεμαῒς ἡ Κυρηναία) va ser una filòsofa i teòrica de l'harmonia musical, autora de Πυθαγορικὴ τῆς μουσικῆς στοιχείωσις («Principis pitagòrics de Música»). Es creu que va viure entre en el segle III aC i «amb certesa no després del segle I».

## Trajectòria
Gairebé no hi ha referències sobre la seva vida i el seu treball es coneix pels comentaris del filòsof neoplatònic Porfiri sobre Els harmònics del matemàtic Claudi Ptolemeu. Ptolemaida comparteix lloc d'origen (Cirene, Líbia) amb Arete de Cirene (una filòsofa de l'escola cirenaica les doctrines de la qual inclouen els elements pitagòrics) i Eratòstenes (entre els interessos del qual destaca la teoria musical). És una de les múltiples escriptores associades amb el pitagorisme.

En el seu treball, escrit en forma de catecisme, discuteix sobre el paper de la raó i de l'experiència sensorial en l'estudi de la música. Malgrat la seva adhesió aparent als pitagòrics, (els quals situaven la música en el pla racional i matemàtic), no manifesta rebuig cap a les cites dels seguidors empiristes d'Aristoxen de Tàrent, de manera que potser la divisió metodològica no va ser absoluta durant el seu període o des del seu punt de vista. Ptolemaida també fa referència a musicòlegs que van donar importància equitativa a percepció i raó, i fins i tot accentuant la compatibilitat de la funció de la percepció en la teoria pitagòrica:

| « | Quina és la distinció entre els que prefereixen una combinació de raó i percepció? Mentre que alguns van adoptar tant la percepció com la raó de la mateixa manera, com d'igual importància, altres van prendre a una com a líder i a l'altra com a seguidora. Aristoxen de Tàrent va adoptar-les de la mateixa manera. Perquè ni el que es percep pot ser compost per si mateix sense raó, ni la raó és prou forta com per establir alguna cosa si no pren els seus punts de partida de la percepció, i la conclusió de la teorització no coincideix novament amb la percepció. | » |
| « | De quina manera vol que la percepció estigui per davant de la teoria? En ordre, però no en importància. Perquè ell diu que quan el que és perceptible, sigui el que sigui, és captat, llavors hem de promoure la raó per a l'estudi teòric d'això. | » |

| « | Qui tracta als dos junts? Pitàgores i els seus successors. Perquè volen adoptar la percepció com a guia de la raó des del principi, com si en fos una espurna, però tractant la raó, quan ha partit de tal principi, com si es separés de la percepció i treballés per si mateixa. Així que si el tot compost es troba en un estudi per la raó per no estar ja d'acord amb la percepció, no retrocedeixen, sinó que fan les seves pròpies acusacions, dient que la percepció és errònia, i que la raó per si mateixa troba el que és correcte i refuta la percepció. | » |

## Edicions i traduccions
- Porphyrios, Kommentar zur Harmonielehre des Ptolemaios, éd. par Ingemar Düring, Olms, Hildesheim 1978 (ISBN 3-487-06667-X), p. 22–26 (édition critique des fragments en grec).
- Greek Musical Writings, vol. 2 : Harmonic and Acoustic Theory, éd. par Andrew Barker, Cambridge University Press, 1989 (ISBN 0-521-30220-X), p. 239–242 (traduction en anglais des fragments).